# تشديد

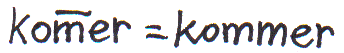
علامة فوق حرف m في kommer "جاء" تدل على التشديد، وقد كانت مستعملة في الدانمركية

التشديد في اللغة هو النطق بحرف ساكن مدة أطول من الحرف الساكن القصير. يظهر التشديد في بعض اللغات، على سبيل المثال اللغة العربية والفنلندية والإستونية والعبرية القديمة والمجرية والإيطالية واليابانية واللاتينية واللوغاندا والنرويجية والسويدية والروسية. كثير من لغات العالم (بما في ذلك اللغة الإنجليزية أيضا) ليس لها أحرف ساكنة طويلة مميزة. يميز طول حرف في لغات أكثر من طول الحرف الساكن.

## اللغة العربية
تستخدم اللغة العربية التشديد، وترسم في الكلمات وكأنها حركة تشكيل وتسمى الشدة، لكن تعامل معاملة الحرف وذلك لأنها تلفظ كالحرف الساكن قبل الحرف المماثل لها، مثلا: «مدة» تلفظ كأنها «مددة».

## اللغة اليابانية
تستخدم اللغة اليابانية التشديد وتسمى سكوؤن (促音: そくおん)، وترسم في الكلامات حرف تسو مصغر (هيراغانا: «っ» وكاتاكانا: «ッ»)، مثلا: «来た» تلفظ: «كيتا» وتعني «جاء»، أما «切った» تلفظ «كيتا» وتعني «قُطع».